# Ернест Свінтон
Ернест Данлоп Свінтон (англ. Ernest Dunlop Swinton; 1868—1951) — британський військовий діяч часів Першої світової війни, генерал-майор, а також письменник. Був військовим кореспондентом, розробляв танки. Відомо, що авторство самого слова «танк», як броньованої бойової машини на гусеничному шасі, належить саме йому. Вперше Ернест використав його як кодову назву машини (англ. tracked, armoured fighting vehicle), тому на Заході його вважають винахідником танка.

## Ранні роки й кар'єра
Народився Ернест 21 жовтня 1868 року в Індії в м. Бангалор. Його батько знаходився на цивільній службі в Мадрасі. Свою початкову освіту він отримав в декількох школах: University College School, Rugby School, Cheltenham College и Blackheath Proprietary School. Також навчався в Королівській військовій академії в Вуліджі (англ. Royal Military Academy, Woolwich).
- 17 лютого 1888 року — призначений другим лейтенантом в корпусі королівських інженерів.
- 17 лютого 1891 року — призначений лейтенантом.
- 17 лютого 1899 року — призначений капітаном.

Під-час Другої анго-бурської війни Свінтон служив капітаном (1899—1902). Повернувшись додому у вересні, за два місяці до закінчення війни, його нагородили орденом «За видатні заслуги» (англ. The Distinguished Service Order(DSO)). Захоплювався досліджуванням тактик, фортифікацією, воєнною технікою, а саме нещодавно винайденим кулеметом. Не дивлячись на це, працював залізничним будівельником. Свінтон відомий як автор алегоричних творів на військові теми, в тому числі впливової книги з тактики та передового досвіду. Після війни написав книгу «Оборона Даффер Дріфт» (англ. The Defence of Duffer's Drift) — військову класику, яку використовували канадські та британські армії для навчання.

## Перша світова війна
Ще до Першої світової війни Свінтон служив штабним офіцером і був офіційним історіографом російсько-японської війни.
Ернест був призначений військовий міністром Лордом Кітченером офіційним військовим кореспондентом на Західному фронті. Журналістам було заборонено знаходитися на фронті, та інформація, яку здобував Свінтон піддавалася цензурі, що призвело до ефективного, хоча і рівноправного повідомлення.

### Винайдення танків
19 жовтня 1914 року під час водіння автомобіля, як писав Ернест в «Очевидцях», до нього прийшла нав'язлива ідея побудувати керовану самохідну машину, згодом названу танком. Раптово, в липні 1914 року, Свінтон отримав листа від свого друга, гірського інженера Хью Мерріотта (англ. Hugh Marriott), який працював в Південній Африці. У листі йшлося про машину, яку Хью бачив у Антверпені — гусеничний трактор виробництва американської компанії Бенджаміна Холта. Такі машини використовувалися для транспортування важкої артилерії. Ернест подумав про те, що можна використовувати гусеничну стрічку (плазун) для створення самохідної бойової машини, й повідомив про це декільком британським військовим і політичним діячам.
Інженер Девід Робертс і компанія «Richard Hornsby & Sons» раніше намагалися створити військову техніку на гусеничному ходу, але не одержали достатньої уваги від англійських військових чиновників. У листопаді 1914 року Свінтон нагадав про свою ідею створення куленепробивної гусеничної машини серу Морісу Хенкі, секретарю Комітету імперської оборони. Лише в 1916 році Ернест Свінтон отримав повну відповідальність за підготовку перших примірників танкової техніки. Автором ідеї та її реалізацією займався Свінтон, проте Королівська комісія з присудження премій винахідникам вирішила, що винахідниками танка були сер Вільям Тріттон, співробітник компанії «William Foster & Co.», та інженер-механік, майор Волтер Вільсон.
Близько до 1918 року Хотл вислав Британії 2100 тракторів для використання у війні. Світон, який відвідав компанію Бенджаміна Холта в Стоктоні, США, в квітні 1918 року, особисто висловив подяку йому та його співробітникам за внесок у військові дії проти Німеччини та її союзників протягом Першої світової війни.

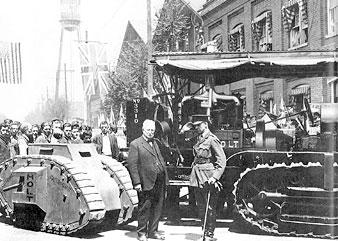
Холт і Свінтон (справа) поруч з трактором Холта і моделлю британського танка Стоктон, 1918

### Післявоєнний час
У 1919 році Свінтон, у статусі генерал-майора, пішов у відставку. Пізніше він служив у відділі цивільної авіації Міністерства повітряного руху. У 1922 році він став директором компанії Citroën.

Логотип Citroen 2016

Він був Чичелійським професором військової історії в Оксфордському університеті(1925-1939) та співробітником коледжу All Souls College. Ернест також був полководцем коменданта Королівського танкового корпусу (1934-1938). У 1938 році він редагував «Двадцять років потому: поля битви 1914-18» (англ. Twenty Years After: the Battlefields of 1914–18) — видання Джорджа Невнес (англ. George Newnes Limited), який планував випустити його у 20 частинах, і який в остаточному підсумку склав 42-і. Видання містило воєнні та сучасні (приблизно 1938 р.) зображення Франції.
15 січня 1951 року Свінтон помер у Оксфорді. Похоронений на цвинтарі Wolvercote Cemetery.

## Особисте життя
Свінтон був одружений з Грейс Луїз Клейтон (англ. Grace Louise Clayton) в 1897 році, мав двох синів і дочку. Його дочка померла в ДТП в часи Другої світової війни.

## Нагороди
- DSO: Companion of the Distinguished Service Order (DSO) — 29 листопада 1900 р. — за військову службу у Південній Африці.
- CB: Companion of the Order of the Bath (CB) — 12 лютого 1917 р. — за військову службу протягом війни.
- KBE: Knight Commander of the Order of the British Empire — 2 червня 1923 р.
- Croix de Chevalier of the Legion of Honour («Круа-де-Шевальє» Почесного легіону) — 1916 р. — за відмінну службу під-час походу.